# 사트야 유가
사트야 유가(산스크리트어: सत्य युग) 또는 크리타 유가(산스크리트어: कृत युग)는 1,728,000년 동안 지속되는 힌두교의 첫 번째 유가이다.  정의와 도덕이 넘쳐나며 다르마가 네 다리로 굳건히 서 있는 이 시대에서는 비슈누의 다샤바타라 4명이 현현하였으며, 사람들은 선행을 일삼으며 약 100000년 동안 살아간다. 오늘날 우리가 살고 있는 시대는 사트야 유가가 아닌 칼리 유가 시대이며, 칼리 유가 말기에 비슈누의 마지막 다샤바타라인 칼키가 나타나 세계를 다시 사트야 유가로 되돌릴 것이라고 한다.  

## 같이 보기
- 칼파